# باس ۳۰۲ ماستنگ

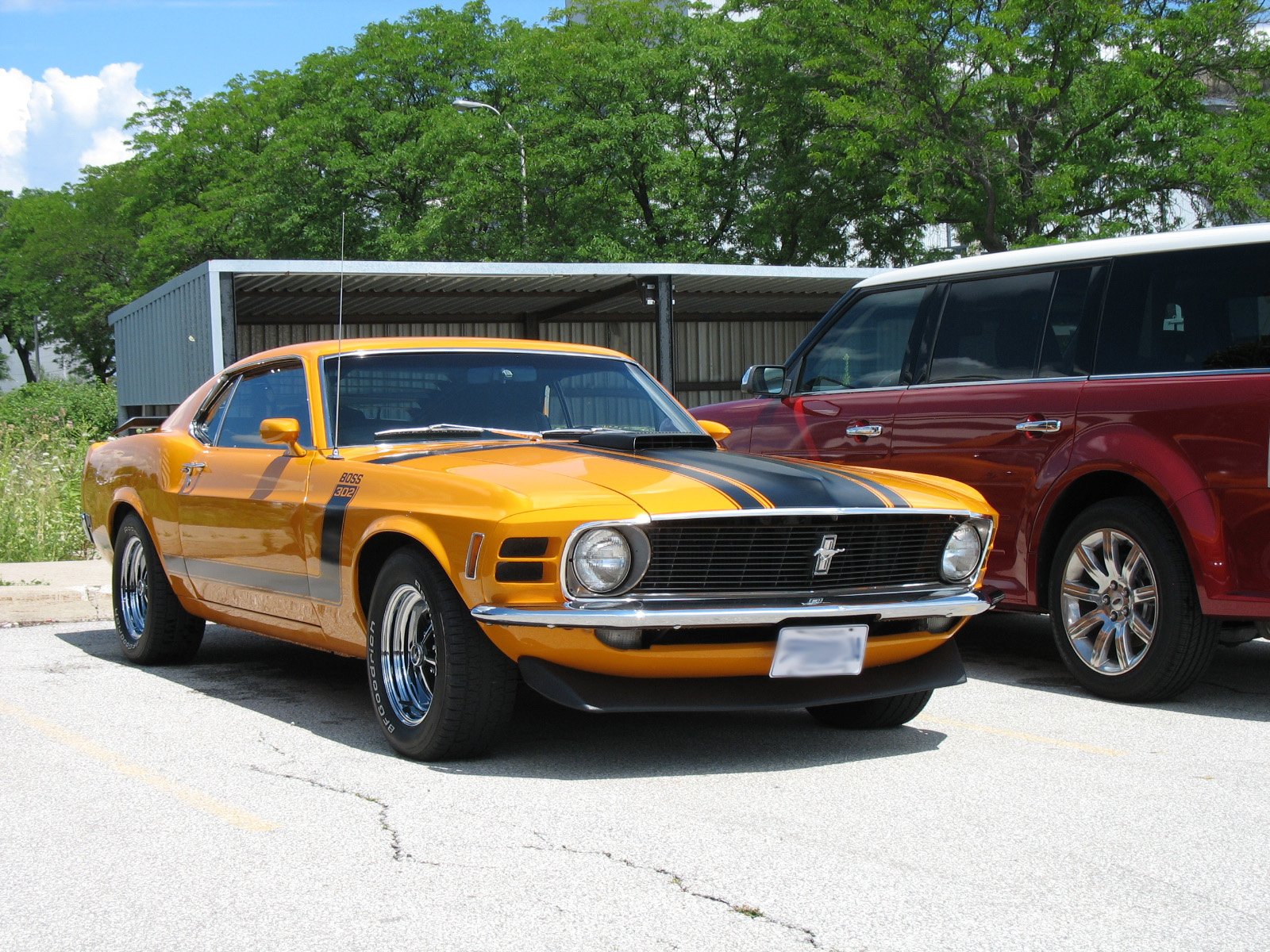

باس ۳۰۲ موستانگ (Boss 302 Mustang) خودرویی است که در سال‌های ۱۹۶۹ تا ۱۹۷۰ و ۲۰۱۲ تا ۲۰۱۳ تولید شده‌است. 
طراحی آن خودروهای موتور جلو-محور عقب بوده است. سیستم جعبه‌دندهٔ آن ۴ دنده (۱۹۶۹_۱۹۷۰) و ۶ دنده (۲۰۱۲_۲۰۱۳) به صورت دستی است.